# 보자와촌
보자와촌(坊沢村)은 아키타현 기타아키타군에 설치되었던 촌이다. 현재의 기타아키타시에 해당한다.